# Дреатин
Дреатѝн е село в Западна България. То се намира в община Драгоман, Софийска област.

## География
Отдалечено е на 17 км югозападно от Драгоман и на 3 – 4 км източно от границата с Република Сърбия. Село Дреатин принадлежи към историко-географската област Бурел. Няколкото пръснати една от друга махали на селото са разположени сред източните възвишения на Завалска планина, на около 800 м надморска височина. Днес селото е почти обезлюдено, населението му според последното преброяване от 2011 г. е 8 души.

## История
Дреатин е едно от най-старите села в Драгоманско. Името му за първи път се среща в турските данъчни регистри от XVI век. През следващите векове селото не се споменава, като впоследствие е било причислено към обезлюденото днес село Неделище, което е било едно от най-големите и богати села в Бурела. Според легендата с. Дреатин е създадено от избягали селяни по време на чума от близкото равнинно селище Неделище. Тясно свързан с историята на Дреатин е Неделишкия манастир „Св. Атанасий Александрийски“, който бил най-големият духовен и просветен център в Драгоманско.

## Население
| 1956      | 138 |
| 1965      | 95  |
| 1975      | 35  |
| 1985      | 13  |
| 1992      | 12  |
| 2001      | 14  |
| 2011      | 8   |
| Източник: |     |

В България за организирано събиране на данни за населението може да се говори след Освобождението от 1878 г. Първото преброяване на населението в Княжество България е проведено през 1880 г., но тогава Дреатин е махала на с. Неделище. Дреатин е признато за село с Указ №425, обнародван на 7 април 1949 г.

Първото преброяване, в което присъства Дреатин присъства като самостоятелно село е това от 1956 г. Тогава в селото живеят 138 жители.

## Неделишки манастир „Св. Атанасий Александрийски“
Неделищкият манастир „Свети Атанасий Александрийски“ е разположен в северните разклонения на Завалска планина, на около километър северно от село Дреатин (до 1949 г. селото е било махала на село Неделище). Манастирът е основан през XVI век, трикратно разрушаван и възстановяван. През XIX век е бил най-големият манастир в Драгоманския край. В средата на XIX век в манастира е открито първото килийно, а впоследствие класно училище за региона, запазено като такова до средата на ХХ век, когато е построена прогимназията в село Габер. Манастирът е обявен за паметник на културата.

## Оброци
Животът и вярата на местните жители, освен с близкия манастир, са били обвързани и с оброчните практики. Оброците в селото са следните:

1. Оброк „Св. Дух“ – създаден от Кола, под двувековен дъб. Той е войнишко оброчище, посветено на загиналите от войните на 19 и 20 век. Съборът на с. Дреатин се провеждал на Св. Дух (51-вият ден след Великден). Тогава шествието тръгвало от Неделишкия манастир, преминавало през местността „Клисура“, след това през три свети места с вековни дъбове, отивало до с. Неделище и отново се връщало в манастира.

2. Оброк „Голяма Богородица“ – намира се на същата поляна, под стволовете на стария клен. Дреатинци го наричат „Говедарски светъц“. Имало е мор по говедата и след първият курбан морът спрял.

3. Оброк „Св. Богородица“ – поставен от Глигор Миленов – Моката, в чест на умрелите и загиналите по време на османската власт. Намира се на 300 м от центъра на селото, в местността „Малка Дренова глава“. На лицевата страна на кръста се чете следният надпис: ОБРОК/ СТЬI БОГОРОДИЦI/ ГЛIГ/ ОРIЯ, в основата му – годината 1878.

4. Оброк „Св. Спас“ – намира се на около 1 км северозападно от центъра на селото, вляво от пътя за с. Горно село. Кръстът е поставен под вековен дъб. На него е издълбана годината 1922 г., преди това на мястото е имало стар кръст. Обслужва се от рода на Гица Ленков.

5. Оброк „Св. Никола“, при манастирския хълм „Св. Никола“, пречупен по средата от гръмотевица. Поставянето на кръста е било свързано с пристигането на две групи слепи войници, ослепени от Василий Българоубиец по времето на цар Самуил. Те пристигнали на Никулден и били настанени в лагер на хълма. По изкованите от манастирските ковачи синджири и оплетени конопени въжета, ослепените войници слизали сутрин в дола при изворите, за да лекуват възпалените си рани. Навярно поради това местността в дола, около хълма „Св. Никола“ и днес се нарича „Синджирница“.